# PUM1
PUM1‏ (Pumilio RNA binding family member 1) هوَ بروتين يُشَفر بواسطة جين PUM1 في الإنسان.